# Neoperla malleus
Neoperla malleus är en bäcksländeart som beskrevs av Peter Zwick 1988. Neoperla malleus ingår i släktet Neoperla och familjen jättebäcksländor. Inga underarter finns listade i Catalogue of Life.